# Lothar Angermund
Lothar Angermund (* 11. November 1952) ist ein ehemaliger deutscher Fußballspieler.

## Karriere
1973 kam Angermund zum damaligen Bundesligisten Wuppertaler SV, nachdem er zuvor für die SG Langerfeld am Ball gewesen war. In seiner ersten Saison in Wuppertal absolvierte er kein Spiel, erst in der Spätphase der Saison 1974/75 wurde er eingesetzt. Am Ende dieser Saison stieg Wuppertal ab. Angermund spielte bis 1978 noch 27 Zweitligapartien, in denen er zwei Tore schoss.